# زلماي رسول

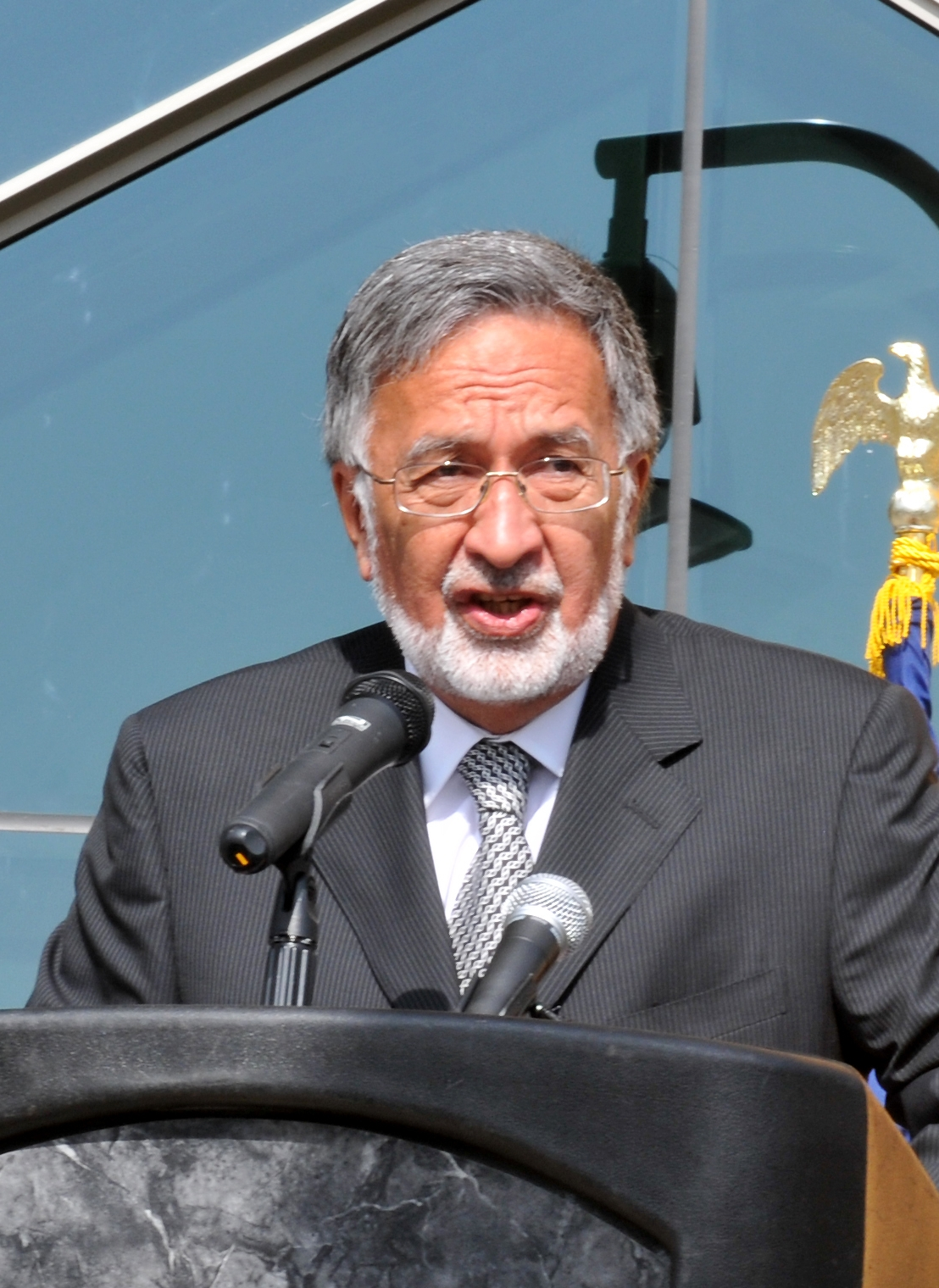
صورة لزلماي رسول

زلماي رسول (11 مايو 1943 - ) هو سياسي أفغاني ووزير الخارجية في حكومة كرزاي في الفترة ما بين يناير 2010 وأكتوبر 2013 حينما استقال من منصبه للترشح في الانتخابات الرئاسية الأفغانية 2014.
هو من مواليد 1943 في العاصمة كابول لعائلة بشتونية ولديه درجات علمية كثيرة من أفغانستان وأمريكا.